# Apálsky ostrov
Apálsky ostrov je národní přírodní rezervace v oblasti v katastrálním území města Komárno v okrese Komárno v Nitranském kraji na Slovensku. Území bylo vyhlášeno v roce 1954 a jeho rozloha je 85,97 hektaru. Předmětem ochrany je vrbovo-topolového lužního lesa v pokročilé fázi sukcese a s výskytem vzácných druhů lužních a mokřadních druhů rostlin a živočichů.